# Bem-vindo Amor
"Bem-vindo Amor" é uma canção da cantora brasileira Claudia Leitte, lançada em 21 de março de 2012 como segundo single de seu segundo álbum ao vivo e DVD, Negalora - Íntimo.

## Composição e lançamento
Gravada em 13 de dezembro de 2011, durante a gravação de seu segundo álbum ao vivo e DVD intitulado Negalora - Ao Vivo, realizado no Teatro Castro Alves, a canção foi a primeira composição de autoria de Claudia Leitte. Segundo a cantora a faixa é em homenagem à seu marido Marcio Pedreira e à seu filho Davi, trazendo ainda uma mensagem sobre sua segunda gravidez.
| “ | A história dessa música é real, é um prenúncio. O amor existe e é possível para qualquer um | ” |

## Desempenho nas paradas

### Posições
| Parada (2012)                                | Melhor posição |
| -------------------------------------------- | -------------- |
| Billboard Brasil Regional Salvador Hot Songs | 12             |
| Billboard Brasil Hot 100                     | 42             |
| iTunes Store                                 | 100            |

## Histórico de lançamento
| Local  | Data                | Formato                   | Gravadora |
| ------ | ------------------- | ------------------------- | --------- |
| Brasil | 21 de março de 2012 | download digital, Airplay | Som Livre |